# Seltzbach
Le Seltzbach, affluent de la rive gauche de la Sauer, prend sa source à Mitschdorf (Gœrsdorf), au nord-est de Wœrth, et s'écoule au nord de la forêt de Haguenau pour se jeter au bout d'une trentaine de kilomètres dans la Sauer à Seltz, puis dans le Rhin via le delta de la Sauer.
Historiquement le Seltzbach constitue la limite nord de l'Alsace comme définie par le cartulaire de l'abbaye de Wissembourg au VIIIe siècle, Wissembourg faisant alors partie du Speyergau. Plus tard, la limite a été déplacée plus au nord avec la Lauter qui constitue aujourd'hui encore la limite nord de l'Alsace.